# Церковнослов'янська мова
Церковнослов'я́нська мо́ва, або новоцерковнослов'я́нська мова — слов'янська літургійна мова, яку використовують православні церкви в слов'янських країнах, зокрема в Україні. Церковнослов'янська є мертвою південнослов'янською писемно-літературною мовою, що виникла на базі староцерковнослов'янської мови під впливом живих (розмовних) слов'янських мов. Розрізняють місцеві різновиди (ізводи) церковнослов'янської мови, від яких залежить вимова: київський (український), болгарський, македонський, білоруський, румунський, чеський, московський (старий і новий), сербський та хорватський глаголичний. Вплив розмовних мов на староцерковнослов'янську мову відбився вже в пам'ятках X—XI століть.
Церковнослов'янська мова не була розмовною мовою Русі чи інших слов'янських держав, а виконувала функції уніфікованої мови літератури (як латина у середньовічній Західній Європі).
Норми церковнослов'янської мови змінювалися з поступовим пересуванням центрів слов'янської книжності з півдня на схід під впливом живих народних мов, залежно від тенденцій до уніфікації церковнослов'янської мови та відновлення давніх норм, що було пов'язано з діяльністю різних книжних шкіл.
Оригінальні твори, написані церковнослов'янською мовою, поділялися на три стилі: високий, середній і «низький». Високий був класичним церковнослов'янським, середній церковнослов'янським з багатьма місцевими вкрапленнями, «низький» — русько-український (в Україні) з церковнослов'янськими вкрапленнями.
Нині використовується в церковному православному служінні у східнослов'янських і південнослов'янських країнах, а також у храмах Російської, Сербської, Болгарської православних церков, розташованих в інших частинах світу. Російська православна церква розповсюджує міт про те, що новомосковський ізвод церковнослов'янської мови є тотожним поняттям до староцерковнослов'янської мови, яку створив Кирило і Мефодій, і нібито це саме вона є в церковному вжитку РПЦ та її структур.

## Походження терміна
Термін «церковнослов'янська» мова є модерною назвою, традиційно називалася просто «слов'янською» мовою.
Уперше його вжив Михайло Максимович у своїх працях 1830-1840-х років, він використовував також поняття «старослов'янська мова». Приблизно в цей час термін «церковнослов'янська» мова став використовувати російський філолог-славіст Олександр Востоков
, він трапляється у М. Надєждіна в статті «Європеїзм і народність щодо російської словесності» 1836 року. І. Срезневський у 1849 році говорив про «старослов'янську говірку»

## Походження
- Праіндоєвропейська мова
  -  Прабалтослов'янська мова
    -  Праслов'янська мова
      -  Староцерковнослов'янська (староболгарська) мова
        -  Церковнослов'янська мова

## Історичний розвиток

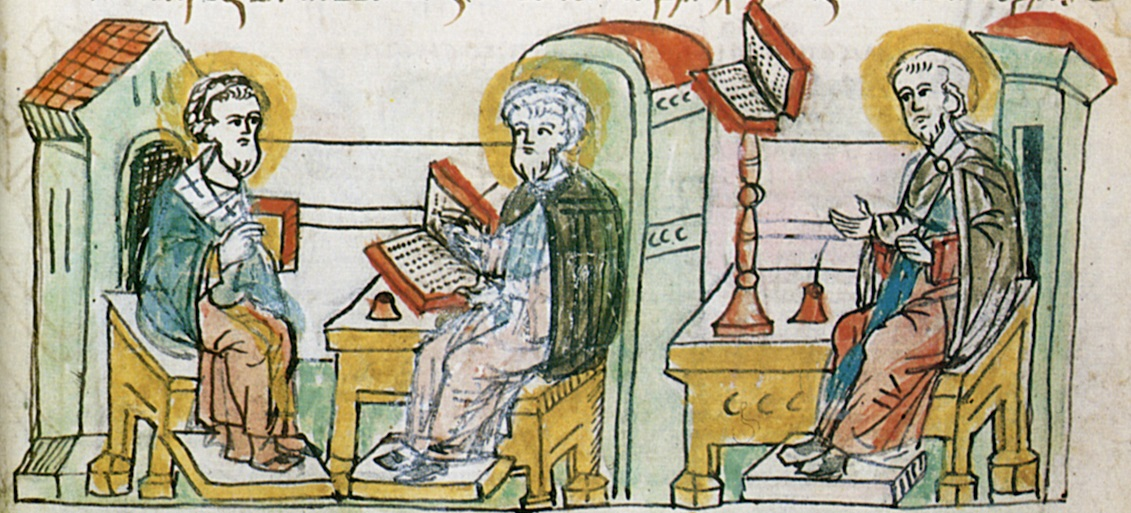
Переклад богослужбових книг Кирилом та Методієм. Мініатюра з Радзівілівського літопису, кінець XV століття.

Церковнослов'янська мова є пізнішим етапом розвитку староцерковнослов'янської мови (староболгарської) та є продовженням літургійної традиції, започаткованої двома тессалонікськими братами, святими Кирилом і Методієм, наприкінці IX століття в Нітрі, головному місті та релігійному і науковому центрі Великої Моравії (розташований на території сучасної Словаччини). Там були зроблені перші слов'янські переклади Святого Письма та літургії з грецької койне.
Після християнізації Болгарії в 864 році святий Климент Охридський і святий Наум Охридський мали велике значення для східної християнської церкви та давньоболгарської літургії в Першому Болгарському царстві. Успіх навернення болгар сприяв наверненню східнослов'янських народів, передусім русів, попередників білорусів та українців. Великою подією став розвиток кирилиці в Болгарії в Преславській книжковій школі в IX столітті. Кирилична абетка та богослужіння старослов'янською мовою, яка є староболгарською, були оголошені офіційними в Першому Болгарському царстві 893 року.
На початку XII століття почали виникати окремі слов'янські мови і літургійна мова була змінена у вимові, граматиці, лексиці та ортографії відповідно до місцевого народного вживання. Ці модифіковані різновиди, редакції, а конкретно ізводи (наприклад, сербська церковнослов’янська, московська церковнослов'янська, українська церковнослов'янська на ранній кирилиці, хорватська церковнослов’янська на хорватській глаголиці та пізніше на латинському альфабеті, чеська церковнослов’янська, словацька церковнослов'янська на латинському альфабеті, болгарська церковнослов'янська на ранній кирилиці та болгарській глаголиці тощо) зрештою внормувалися, а їхні регуляризовані форми використовували писарі для створення нових перекладів літургійного матеріалу з грецької койне або латинської мови у випадку хорватської церковнослов’янської.
Засвідчення церковнослов'янських традицій з'являються на ранній кирилиці та глаголиці. Глаголиця нині вийшла з ужитку, хоча обидва письма використовували з найдавнішого відомого періоду.
Першою церковнослов'янською друкованою книгою була написана кутастою глаголицею Missale Romanum Glagolitice (1483 р.), з якої незабаром пішли п'ять кириличних богослужбових книг, надрукованих у Кракові 1491 року.

### У Московському патріархаті
Російська Федерація активно пропагує міт, що церковнослов'янська мова, яку створив Кирило і Методій ще у IX столітті, є в церковному вжитку РПЦ та її структурах, наприклад в УПЦ (МП). «Церковнослов'янська мова, якою моляться в російських церквах, дуже мало має спільного з Кирилом і Методієм. Це є вихолощена, відредагована та уніфікована в московських канцеляріях мова кінця XVII — початку XVIII століття. Це та редакція церковнослов'янської, яку Петро I у свій час дозволив», — зауважив історик Василь Кметь.

## Граматика і стиль
Хоча різні редакції церковнослов'янської мови відрізняються в деяких пунктах, вони всі мають тенденцію наближення оригінальної старослов'янської до місцевої слов'янської мови. Флексія має тенденцію слідувати стародавнім зразкам із незначними спрощеннями. Усі вихідні шість дієслівних часів, сім називних відмінків і три числа залишаються незмінними в найбільш часто використовуваних традиційних текстах (однак у новоскладених текстах автори уникають більшості архаїчних конструкцій і віддають перевагу варіантам, ближчим до сучасного російського синтаксису і краще зрозумілим для слов'яномовних людей).
У новомосковському ізводі єр відображено повністю, більш-менш за російським зразком, хоча кінцеве ъ продовжує писатися. Юси часто замінюють у вживанні на російський зразок XVI або XVII століть. Ять продовжує застосовуватися з більшою увагою до давньої етимології, ніж це було в російській мові XIX століття. Літери ксі, псі, омега, от та іжиця зберігаються, як і літерне позначення числових значень, використання наголосів і абревіатури або title для nomina sacra.
Словниковий запас і синтаксис у Священному писанні, літургії чи церковних посланнях, як правило, дещо модернізовано з метою покращення розуміння. Зокрема, деякі давні займенники були виключені з писання (наприклад, етеръ /jeter/ «певна (особа тощо)» → нѣкий у мос. ізвод.). Багато, але не всі випадки недоконаного часу були замінені перфектом.
Час до часу відбувалися різні інші модернізації класичних формул. Наприклад, початок Євангелія від Івана, за традицією перші слова, записані святими Кирилом і Методієм, (искони бѣаше слово) «Спочатку було Слово», в Острозькій Біблії було встановлено як «искони бѣ слово». Івана Федорова (1580/1581) як «въ началѣ бѣ слово» в Єлизаветинської Біблії 1751 р., досі вживається в Російській православній церкві.

## Ізводи
Церковнослов'янська мова насправді є набором щонайменше чотирьох різних діалектів (редакцій або ізводів; рос. извод) з істотними відмінностями між ними в словнику, ортографії (навіть у системах письма), фонетиці та інших аспектах. Найбільш поширена редакція, московська, має по черзі кілька місцевих піддіалектів з дещо відмінною вимовою.
Ці різноманітні церковнослов'янські переклади використовувалися як літургійна та літературна мова в усіх православних країнах на північ від Середземноморського регіону протягом середньовіччя, навіть у місцях, де місцеве населення не було слов'янським (особливо в Румунії). Проте в останні століття церковнослов'янська мова була повністю витіснена місцевими мовами, особливо в неслов'янських країнах. Навіть у деяких слов'янських православних країнах сучасна національна мова більшою мірою використовується для літургійних цілей.
Російська православна церква, яка нараховує близько половини всіх православних віруючих, досі проводить свої богослужіння майже повністю церковнослов'янською мовою. Однак існують парафії, які використовують інші мови (де основною проблемою є відсутність хороших перекладів). Приклади:
- Згідно з постановою Всеросійського церковного собору 1917—1918 рр., за погодженням з церковною владою в окремих парафіях може бути дозволено богослужіння російською чи українською мовами.
- Парафії, які обслуговують національні меншини в Росії, використовують (повністю або частково) мови цих груп населення: чуваську, мордвинську, марійську, татарську (для керашенів), саха (якутську) тощо.
- Автономні частини РПЦ готують і частково використовують переклади на такі мови місцевого населення, як українська, білоруська, румунська (у Молдові), японська, китайська.
- Парафії діаспори, в тому числі і РПЦЗ, часто використовують місцеві мови: англійську, данську, французьку, іспанську, німецьку, нідерландську, португальську тощо.

Далі наведено список сучасних рецензій або діалектів церковнослов'янської мови. Перелік і опис зниклих редакцій дивіться в статті про староцерковнослов'янську мову.

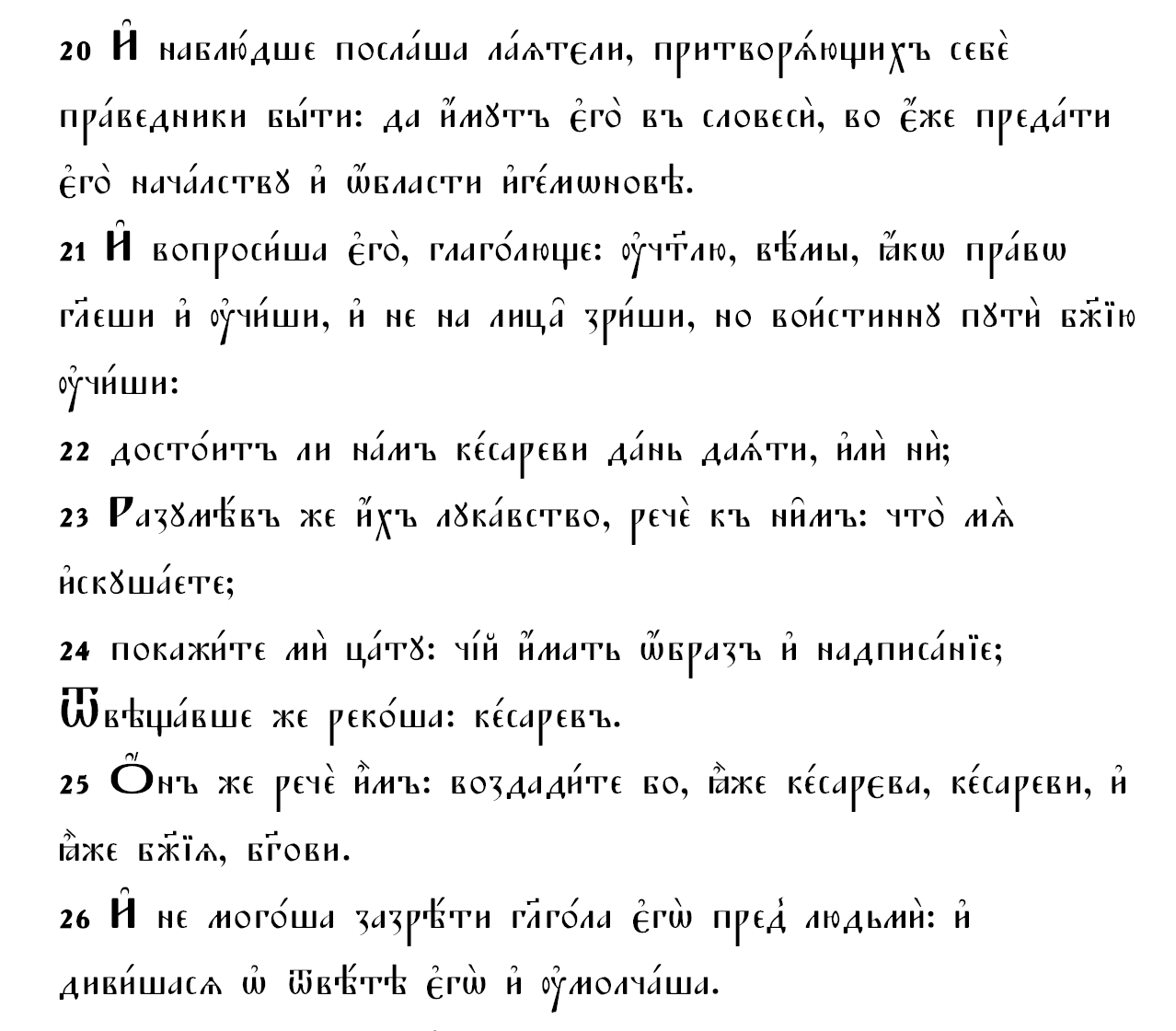
Приклад московської церковнослов'янської на комп'ютерній друкарні

### Новомосковський ізвод
Московська редакція новоцерковнослов'янської мови є книжною мовою з другої половини XVII ст. Зазвичай використовує традиційне кириличне письмо (poluustav); однак окремі тексти (переважно молитви) друкуються сучасними алфавітами з орфографією, адаптованою до правил місцевих мов (наприклад, російською/українською/болгарською/сербською кирилицею або угорською/словацькою/польською латинкою).
До вісімнадцятого століття церковнослов'янська мова була в широкому вжитку як загальнолітературна мова в Московії. Хоча воно ніколи не говорилося як таке поза церковними службами, члени священства, поети та освічені люди, як правило, вставляли його вирази у свою мову. Протягом XVII—XVIII століть вона поступово витісняється російською мовою у світській літературі і зберігається лише для церковного вжитку. Хоча ще в 1760-х роках Ломоносов стверджував, що церковнослов'янська мова є так званим «високим стилем» російської мови, протягом дев'ятнадцятого століття в Росії ця точка зору занепала. Елементи церковнослов'янського стилю, мабуть, найдовше збереглися в мові старообрядців після розколу наприкінці XVII століття в Російській православній церкві.

#### Стандартний (московський) варіант
У Росії церковнослов'янська вимовляється так само, як російська, за деякими винятками:
- У церковнослов'янській мові притаманні окання і єкання, тобто відсутність скорочення голосних у ненаголошених складах. Тобто о та е в ненаголошених позиціях завжди читаються як [o] та [jɛ] ~ [ʲɛ] відповідно (як у північних російських діалектах), тоді як у стандартній російській вимові вони мають різні алофони в ненаголошеному стані.
- Не має бути вимова кінцевих приголосних, хоча на практиці це часто відбувається.
- Літера е [je] ніколи не читається як ё [jo] ~ [ʲo] (літери ё взагалі немає в церковнослов'янському письмі). Це відображено і в запозиченнях з церковнослов'янської в російську мову: у наступних парах перше слово є церковнослов'янським за походженням, а друге — суто російським: небо / нёбо, надежда / надёжный.
- Літера г традиційно може читатися як дзвінкий фрикативний велярний звук [ɣ] (як і в південноросійських говорах, що схоже на українське [ɦ]); однак оклюзивний [ɡ] (як у стандартній російській вимові) також можливий і вважається прийнятним з початку XX століття. Коли він не озвучений, він перетворюється на [x]; це вплинуло на російську вимову Бог.
- Закінчення прикметників -аго/-его/-ого/-яго вимовляються як написано, тоді як російські -его/- ого вимовляються з [v] замість [ɣ] (і з редукцією ненаголошених голосних).

#### Сербський варіант
У Сербії церковнослов'янську мову повністю вимовляють за московським зразком. Середньовічний сербський ізвод церковнослов'янської мови була поступово замінено новомосковським ізводом з початку XVIII століття. Відмінності від московського варіанту обмежуються відсутністю певних звуків у сербській фонетиці (немає звуків, відповідних буквам ы та щ, а в деяких випадках неможливо спостерігати палаталізацію, наприклад, ть вимовляється як т тощо).

### Старомосковський ізвод
Серед старообрядців і одновірців вживається старомосковський ізвод. Та сама традиційна кирилиця, що й у новомосковському ізводі; проте існують відмінності в правописі, оскільки старомосковський ізвод відтворює давніший стан ортографії та граматики загалом (до 1650-х років). Найлегше помітити особливості книг у цьому ізводі:
- використання орграфа ⟨оу⟩ не тільки в початковій позиції,
- перенос без знака дефісу.

### Український (руський) ізвод
Київський або український (руський) ізвод церковнослов'янської мови існував з часів християнізації Русі. Після анексії руських земель Московією всю літургію було змінено на старомосковський, а пізніше новомосковський ізводи, тоді як київський варіант залишився в західній частині України, яка увійшла до складу Австрійської імперії.
Основна відмінність між московським і українським варіантами церковнослов'янської, а також російського «цивільного письма» полягає у вимові літери ять (ѣ). Російська вимова така ж, як е [je] ~ [ʲe], тоді як українська — і [i]. Греко-католицькі варіанти церковнослов'янських книжок, надрукованих варіантами латинського алфавіту (метод, який використовувався в Австро-Угорщині та Чехословаччині), містять лише літеру «і» для ять. Інші відмінності відображають відмінності між правилами палаталізації української та російської мов (наприклад, ⟨ч⟩ завжди «м'який» (палаталізований) у російській вимові та завжди «твердий» в українській), різну вимову літер ⟨г⟩ та ⟨щ⟩ і т. д. Ще одна істотна відмінність — використання ґ в українських варіантах. Г вимовляється як [ɦ], а ґ вимовляється як [ɡ]. Наприклад, Blagosloveno є Благословено в русинському варіанті.
- рідше вживання абревіатур у «nomina sacra»;
- розглядати орграф ⟨оу⟩ як один символ, а не як дві літери (наприклад, через інтервал або в поєднанні з діакритичними знаками: у московських ізводах вони ставляться над ⟨у⟩, а не між ⟨о⟩ та ⟨у⟩; також, коли перша літера слова надрукована іншим кольором, вона застосовується до ⟨о⟩ в московських виданнях і до всього ⟨оу⟩ в сербській та українській мовах).

На підставі сучасних хрестоматій, збірників і альбомів української писемної спадщини встановлено існування щонайменше 110—115 рукописних книг XI—XIV століть, написаних церковнослов'янською мовою української редакції. До найдавніших пам'яток XI століття, що належать до української писемної традиції, відносять Реймське Євангеліє, Остромирове Євангеліє (1056—1057), Турівське Євангеліє, Ізборники Святослава (1073 і 1076), Архангельське Євангеліє (1092), Пандекти Антіоха, «Житіє Кіндрата», «Житіє Теклі», Чудівський і Бичківський псалтирі, уривки зі службової мінеї (також відомої як Мінея Дубровського), «13 слів» Григорія Богослова, Супрасльський збірник, Синайський патерик. Ці тексти були створені або в Києві, або переписані русинами — вихідцями з Русі-України. На сьогодні жоден із фахових славістів не надав переконливого спростування цього твердження.

### Хорватський ізвод
Церковнослов'янська мова обмежено використовується серед хорватських католиків. Тексти друкуються хорватським латинським альфабетом (з додаванням літери ⟨ě⟩ для ять) або глаголицею. Зразки випусків включають:
- Ioseph Vais, Abecedarivm Palaeoslovenicvm in usvm glagolitarvm. Veglae, [Krk], 1917 (2nd ed.). XXXVI+76 стор. (збірка богослужбових текстів глаголицею, з короткою церковнослов'янською граматикою, написаною латинською мовою, і слов'яно-латинським словником)
- Rimski misal slavĕnskim jezikom: Čin misi s izbranimi misami…, Zagreb: Kršćanska sadašnjost, 1980 (ISBN, зазначений навіть у видавництві 978-953-151-721-5, є поганим, що спричиняє помилку контрольної суми) (хорватським латинським альфабетом)[15]

### Чеський ізвод
Церковнослов'янська мова дуже обмежено використовується серед чеських католиків. Редакцію розвинув Войтех Ткадлчик у своїх виданнях Римського місалу:
- Rimskyj misal slověnskym jazykem izvoljenijem Apostolskym za Arcibiskupiju Olomuckuju iskusa dělja izdan. Оломоуц 1972.[16]
- Rimskyj misal povelěnijem svjataho vselenskaho senma Vatikanskaho druhaho obnovljen… Оломоуц 1992.[17]

## Вплив на живі мови
Церковнослов'янська мова справила великий вплив на літературні слов'янські мови, зокрема, народів православної культури (білоруську, болгарську, македонську, російську, сербську, українську). У порівнянні з російською, в українській мові значно менше запозичень із церковнослов'янської, але вони становлять значний обсяг обрядово-релігійної, а також поетично-урочистої лексики. Російську літературну мову було створено на основі церковнослов'янської мови, слова церковнослов'янського походження в російській літературній мові складають більш половини всього словникового запасу.
Російська мова запозичила багато слів з церковнослов'янської. Хоча і російська, і церковнослов'янська є слов'янськими мовами, деякі ранні слов'янські звукосполучення розвивалися по-різному в кожній гілці. У результаті запозичення в російську мову подібні до споконвічно російських слів, але з південнослов'янськими варіантами, наприклад (перше слово в кожній парі російське, друге церковнослов'янське): золото / злато, город / град, горячий / горящий, рожать / рождать. Починаючи з епохи російського романтизму та низки творів російських авторів (від Гоголя до Чехова, Толстого та Достоєвського), зв'язок між словами в цих парах став традиційним. Там, де абстрактне значення не повністю заволоділо церковнослов'янським словом, ці два слова часто є синонімами, пов'язаними одне з одним, подібно до того, як латинські слова та рідні англійські слова були споріднені в дев'ятнадцятому столітті: одне є архаїчним і характерним для письмового високого стилю, тоді як інше зустрічається в поширеній мові.
Українська редакція (київський ізвод) церковнослов'янської мови розвивалася разом з розвитком живої української мови, яка взаємодіяла з церковнослов'янською мовою. Окремі характерні риси її відбиваються вже в другій половині X ст. — кінці XI ст.

## Сучасне використання
Церковнослов'янську мову використовують Східні православні церкви в Білорусі, Боснії та Герцеговині, Болгарії, Північній Македонії, Чорногорії, Польщі, Україні, Росії, Сербії, Чехії та Словаччині, Словенії та Хорватії. Мова також зустрічається в богослужіннях Російської православної церкви закордоном, Американської карпато-руської православної єпархії та іноді в богослужіннях Православної церкви в Америці. Крім того, церковнослов'янською мовою користуються деякі церкви, які вважають себе православними, але не перебувають у спілкуванні з Східною православною церквою, наприклад, Чорногорська православна церква, Російська істинно-православна церква, російські старообрядці й одновірці. Церковнослов'янська мова також використовується греко-католицькими церквами, наприклад, хорватськими та сербськими, словацькими, русинськими й українськими греко-католиками, а також Римо-католицькою церквою (хорватський та чеський ізводи). У минулому церковнослов'янська мова також використовувалася православними церквами на румунських землях до кінця XVII та початку XVIII століть, а також римо-католицькими хорватами в ранньому середньовіччі.

## Зауваження
1. ↑  староцерк.-слов. црькъвьнословѣньскъ ѩзыкъ; 
 староцерк.-слов. Церковнославѣньскїй ѧзыкъ; 
 староцерк.-слов. ⱌⱃⰽⰲⰰⱀⱁⱄⰾⱁⰲⱑⱀⱄⰽⱜ ⰵⰸⰻⰽⱜ; 
 староцерк.-слов. ⱌⰹⱃⱏⰽⱏⰲⱏⱀⱁⱄⰾⱁⰲⱑⱀⱐⱄⰽⱏⰹ ⱗⰸⱏⰻⰽⱏ